# Jim Jontz

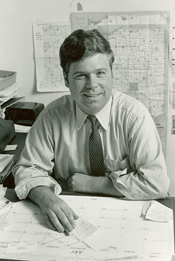
Jim Jontz

James Prather „Jim“ Jontz (* 18. Dezember 1951 in Indianapolis, Indiana; † 14. April 2007 in Portland, Oregon) war ein US-amerikanischer Politiker (Demokratische Partei). Zwischen 1987 und 1993 vertrat er den Bundesstaat Indiana im US-Repräsentantenhaus.

## Werdegang
Jim Jontz besuchte die öffentlichen Schulen seiner Heimat und studierte danach bis 1973 an der Indiana University in Bloomington Geologie. Anschließend studierte er an der Butler University Geschichte. Jontz setzte sich für die Umwelt ein. So war er im Jahr 1974 auch Gegner eines Dammbauprojekts in Indiana. Er war Direktor des Lake Michigan Federation and Indiana Conservation Council und Öffentlichkeitsdirektor des Sycamore Girl Scout Council. Außerdem lehrte er zeitweise an der Butler University.
Politisch war Jontz Mitglied der Demokratischen Partei. Zwischen 1974 und 1984 saß er als Abgeordneter im Repräsentantenhaus von Indiana; von 1984 bis 1986 gehörte er dem Staatssenat an. Bei den Kongresswahlen des Jahres 1986 wurde Jontz im fünften Wahlbezirk von Indiana in das US-Repräsentantenhaus in Washington, D.C. gewählt, wo er am 3. Januar 1987 die Nachfolge von Elwood Hillis antrat. Nach zwei Wiederwahlen konnte er bis zum 3. Januar 1993 drei Legislaturperioden im Kongress absolvieren. Dort war er Mitglied im Landwirtschaftsausschuss, im Ausschuss für Bildung und Arbeit, im Veteranenausschuss und im Select Committee on Aging. Jontz setzte sich für die Erhaltung der Wälder im Nordwesten der Vereinigten Staaten ein. Im Jahr 1992 wurde er nicht wiedergewählt.
Nach seinem Ausscheiden aus dem US-Repräsentantenhaus zog er nach Oregon, wo er weiter um den Erhalt der dortigen Wälder kämpfte. Er wurde Direktor der Western Ancient Forest Campaign. Im Jahr 1998 wurde er Präsident der liberalen Interessenvereinigung Americans for Democratic Action. Jim Jontz starb am 14. April 2007 an Darmkrebs.